# Вейга да Силва, Убиражара
Убиражара Вейга да Силва (порт. Ubirajara Veiga da Silva; 2 февраля 1955, Порту-Алегри — 23 марта 2021, Масейо) — более известный как Бира Вейга, бразильский футболист и тренер.

## Карьера тренера
Окончил Высшую школу физической культуры в Порту-Алегри, по специализации футбол.
Тренерскую карьеру начал в командах штата Сан-Паулу. В основном тренировал клубы бразильской Серии А2 и А3. Работая в «Операрио ПР» получил национальное признание. Под его руководством клуб выбыл из Кубка Бразилии знаменитый «Палмейрас».
Осенью 1997 года был приглашён в ташкентский «Пахтакор». Он стал помощником главного тренера Александра Иванкова. Примечательно, что, являясь ассистентом в клубе, да Силва в конце октября того же года возглавил сборную Узбекистана. Под его руководством команда провела два последних матча в отборочном цикле ЧМ-98 (Казахстан — 4:0 и ОАЭ — 0:0).
В январе 1998 года Бира Вейга стал главным тренером «Пахтакора». Под его руководством ташкентцы впервые с 1992 года стали чемпионами Узбекистана. Параллельно да Силва продолжал работать с национальной сборной. На Азиатских играх в Таиланде бразильскому специалисту повезло меньше: сборная Узбекистана фактически провалилась, не попав в полуфинал. Это стало поводом для увольнения да Силвы из сборной. В январе 1999 года он также был уволен из «Пахтакора».
Вернувшись в Бразилию, работал с клубами северо-восточных регионов. Кроме того, работал с «Ма Пау», клубом из Тринидада и Тобаго. С боливийским клубом «Дестройерс» выдал беспроигрышную серию из 46 матчей.

## Смерть
Умер 23 марта 2021 года в возрасте 66 лет от COVID-19.

## Достижения

### Как тренера
- Чемпион Узбекистана: 1998